# Native (バンド)
native（ネイティブ）は、日本のジャズカルテット。1999年結成。「native」というバンド名は、「生まれ持つ固有なもの」を意味していて、メンバーの持つオリジナルな魅力を形にすることを目標にしたバンド名である。
アコースティックジャズを基盤としたクールでスタイリッシュなサウンドを展開し、独特のグルーヴ感覚とカラフルな楽曲スタイルはjazz/clubの両シーンにおいて大きな注目を集める。また、優しく透明感のあるサウンド、ジャズというフォーマットに固定されないオリジナリティーのある現代感覚も支持を集め、日本を代表するニュージャズアーティストに成長する。
2007年には海外でもデビューを果たし、高い評価を得ている。

## メンバー
- 中村智由 (Tomoyoshi Nakamura) - Tenor, Alto & Soprano Saxophone, Flute
- 平光広太郎 (kotaro Hiramithu) - Acoustic Piano, Fender Rhodes
- 大久保健一 (Kenichi Ohkubo) - Acoustic Bass
- 深谷雄一 (Fukaya Yuichi) - Drums

[脱退]
- 椎原寛基(Hiroki Shiihara) - Guitar
- 山下佳孝(Yoshitaka Yamashita)(2009.07) - Drums, Percussions
- 堀嵜ひろき(Hiroki Horisaki) - Drums, Percussions

## 略歴
- 1999年
セッションを通して知りあった中村、椎原、大久保、山下の4人で結成。名古屋のストリートから活動をスタート。
2000年 - 2004年
ミニアルバムを2枚リリースした後、2004年に1stアルバム「Snobbism」でメジャーデビュー。
- 2005年
それまでの活動の集大成とも言えるアルバム「Intentions」をリリースするが、その直後にguitarを務めていた椎原寛基が活動を休止し、新たに「intentions」にも参加した杉丸太一をpianoに迎える。
- 2006年
1月に、Jan Hagenkotter (INFRACom!), Yannick (Needs), Michael Rutten (Compost) の3者が主催するイベント"UNA MAS"へ出演。同年11月には3rdアルバム「UPSTAIRS」をリリース。
- 2007年
2月に、ニコラ・コンテによるリミックスを含む"Prussian Blue EP"で海外デビューを果たし、同年4月にはフルアルバム"Prussian Blue"も、全世界でリリースされ、海外でも高い評価を得る。
- 2008年
2月には4人で作ることにこだわった4thアルバム「Just Four」をリリース。この頃からPercussionsで現在Drumsを担当している堀嵜ひろきがサポートメンバーとしてLiveに参加し始める。
- 2009年
6月に5thアルバム「futurism」を発表。この作品を最後に10年間Drumsを務めた山下佳孝が脱退を表明。それまでサポートで参加していた堀嵜ひろきがDrumsを引き継ぐ形で7月に正式なメンバーとなるが、12月には脱退。
- 2010年
10月に6thアルバル「Possibility」をイギリスの人気JazzレーベルであるArisionからリリース。このタイミングでこれまでサポートメンバーとして参加していた深谷雄一が正式にドラムとして加入。4名でのバンド体制が復活する。

## 作品
- indies
  - Un Mot Pour Exprimer
  - Song Of A Way
- major
  - 1st Snobbism
  - 2nd Intentions
  - 3rd Upstairs
  - 4th Just Four
  - 5th futurism
  - 6th Possibility
  - 7th going with the flow
  - 8th Liberation